# Trpimir II.
Trpimir II., hrvaški vladar, domnevno vladal med letoma 928 in 935, *?, † 935 (?).
Po letu 928 je premirje med Bolgari in Hrvati obstalo, to pa je tudi vse, kar zanesljivo vemo o dogodkih iz njegovega časa. Kljub temu imajo Trpimirja II. pogosto kar za Tomislavovega brata in sina Muncimirja.

## Politični dosežki
Konstantin Porfirogenet v svojem delu De administrando imperio omenja mogočnega kneza (arhonta) Trpimira in pravi, da je v času Trpimirjeve in morda Krešimirjeve vladavine Hrvaška imela vojsko 100.000 pešcev, 60.000 konjenikov,  80 velikih bojnih ladij s po 80 možmi ter 100 manjših bojnih ladij s po 10 ali 20 možmi. Večina zgodovinarjev v teh opisih vidi čas kralja Tomislava oziroma njegovih naslednikov in tem podatkom ne verjame, saj  meni, da je bila hrvaška vojaška moč v resnici 3x do 4x manjša, čeprav še vedno zelo velika. Med tem, ko je na začetku 10. stoletja na področju vzhodnih Frankov živelo okrog 1.500.000 ljudi, je po ocenah na Hrvaškem v istem času lahko živelo največ 500.000 ljudi. Številčna vojska tudi ob popravkih številk navzdol kaže, da bi moralo biti med Hrvati tedaj še zelo veliko svobodnjakov, hrvaška država pa je bila v tem času v resnici že zaznamovana z družbenimi delitvami, kar pomeni, da se je število svobodnjakov že pričelo zmanjševati. Razlog, da je Konstantin Porfirogenet navedel pretirane podatke, bi lahko bil v tem, da je kot mladenič doživel nesluten razvoj hrvaške vojaške sile pod Tomislavom.

## Polemike o času njegove vladavine
Po drugi strani pa je možno tudi to, da vladarji Trpimir II, njegov sin Krešimir I. in vnuk Miroslav sploh niso vladali od leta 928 naprej, ampak že pred nastopom Tomislavove vladavine, in da je kralj »Trpimir II.« pravzaprav  lahko kar knez Trpimir iz srede 9. stoletja. Zgodovinar Ivan Mužić ostro kritizira Šišićeve argumente za umeščanje teh treh vladarjev v čas po Tomislavu, in obenem celo trdi, da si je Ferdo Šišić Trpimirja II. preprosto izmislil. Eggers pa trdi, da je govora o vladarjih, ki so vladali za Muncimirjem in pred Tomislavom in tako Krešimirja postavlja v čas okrog leta 900, Miroslava pa v čas okrog leta 905. Vendar Mužić glede tega opozarja, da je Eggers zanemaril dejstvo, da Porfirogenet Trpimirjevo vladavino umešča neposredno pred Krešimirjevo. Zadevo je dodatno zapletlo odkritje nekega dokumenta, ki v čas približno med 926 in vsaj do 950 postavlja vladavino Krešimirja, in če je ta dokument avtentičen, potem je nemogoče, da bi po Tomislavovi smrti vladal kakršenkoli Trpimir II. Mužić predlaga drugačno datiranje- Porfirogenetov Trpimir je zanj v resnici knez Trpimir, ki je vladal do okrog 850 ali še kako leto več, nasledil ga je Krešimir, ki je vladal do okrog 860, pred nastopom Domagoja pa je za kratek čas zavladal tudi Miroslav. Takšne ideje so bile v hrvaškem zgodovinopisju prisotne že prej, vendar je že Ferdo Šišić opozoril, da na ta način  pridemo do druge težave, ki se nanaša na menjave generacij in sicer se moramo tedaj vprašati  kako je mogoče, da se v dvanajstih letih na prestolu izmenjajo tri generacije, potem pa da Trpimirjevemu vnuku Miroslavu čez štirinajst let na prestolu sledi Trpimirjev sin in Miroslavov stric Zdeslav, Trpimirjev sin in Miroslavov stric Mutmir pa šele sedemindvajset let kasneje. Vprašanje Trpimirja II. v hrvaškem zgodovinopisju ostaja nerazrešeno.

## Drugo
- Trpimir, hrvaški knez iz 9. stoletja